# Головкин, Борис Николаевич
Бори́с Никола́евич Голо́вкин (22 августа 1934, Москва — 22 сентября 2011) — советский и российский ботаник, популяризатор науки, доктор биологических наук, профессор. Специалист по интродукции и акклиматизации растений.

## Биография
Родился 22 августа 1934 года в Москве.
В 1957 году окончил биолого-почвенный факультет Московского государственного университета.
С этого же года стал работать старшим лаборантом в Полярно-альпийском ботаническом саде в Хибинах на Кольском полуострове (Мурманская область), пройдя в нём затем свою научную карьеру:  с 1960 – младший научный сотрудник, с 1966 – старший научный сотрудник.
В 1967 году Саду был присвоен статус института в составе Кольского филиала АН СССР (ныне — Полярно-альпийский ботанический сад-институт имени Н. А. Аврорина КНЦ РАН), и в 1968—1977 годах Б. Н. Головкин был зав. лабораторией интродукции растений.
Изучал особенности роста, развития и закономерностей приживаемости травянистых растений, переселенных в Кольскую Субарктику из самых разных регионов и растительных зон. Участвовал в работах по внедрению красивоцветущих интродуцентов разных жизненных форм в ассортимент озеленительных посадок городов и посёлков Мурманской области.
Автор многих научных и научно-популярных работ, в том числе нескольких монографий. В 1980-е годы — постоянный участник учебной телепрограммы «Ботаника».
Брат — Александр Николаевич Головкин (1938—2001) — биолог, гидрохимик, доктор биологических наук, сотрудник КНЦ РАН.

## Награды
- Награждён медалью «За доблестный труд» (1970).

## Избранные сочинения
- Головкин Б. Н. Морфологическая изменчивость луковичных растений в ПАБСИ. — Л., 1965.
- Головкин Б. Н. Основные закономерности интродукции деревьев и кустарников в ПАБСИ. — Л., 1970.
- Головкин Б. Н. Основные закономерности поведения травянистых растений при их перенесении в районы Субарктики. — Л., 1972.
- Головкин Б. Н. Переселение травянистых многолетников на Полярный Север: Эколого морфологический анализ. — Л., 1973. — 268 с.
- Головкин Б. Н. История интродукции растений в ботанических садах. — М.: Изд-во МГУ, 1981. — 128 с. — 4950 экз.
- Головкин Б. Н., Китаева Л. А., Немченко Э. П. Декоративные растения СССР. — М.: Мысль, 1986. — 320, [96] с. — (Справочники-определители географа и путешественника). — 100 000 экз.
- Головкин Б. Н. Культигенный ареал растений / Отв. ред. А. К. Скворцов; Рец.: В. И. Некрасов, В. Н. Тихомиров, В. Н. Вехов; Главный ботанический сад АН СССР. — М.: Наука, 1988. — 184 с. — 1000 экз. — ISBN 5-02-003950-0.

### Диссертации
- Головкин Б. Н. Интродукция луковичных геофитов в условиях Субарктики. Автореф. дис. … канд. биол. наук. Л., 1963. 18 с.
- Головкин Б. Н. Основные закономерности поведения травянистых многолетников, переселенных в районы Субарктики. Автореф. дис. … доктора биол. наук. Л., 1973.

### Статьи
- Головкин Б. Н. Морфологическая изменчивость луковичных растений в Полярно-альпийском ботаническом саду // Ботанический журнал. 1966. Т. 51. № 1. С. 95-100.
- Головкин Б. Н. Интродукция луковичных геофитов в условиях Заполярья // Переселение растений на Полярный Север. — Л., 1967. — С. 220-243.

### Научно-популярные книги
- Головкин Б. Н. Самые-самые… : Рассказы о рекордах растительного мира. — М.: Колос, 1982. — 128 с. — (Научно-популярная литература). — 60 000 экз.
- Головкин Б. Н. Рассказы о растениях-переселенцах: книга для внеклассного чтения учащихся 5-6 классов. — М.: Просвещение, 1984. — 128 с. — (Мир знаний). — 200 000 экз.
- Головкин Б. Н. О чем говорят названия растений. — М.: Агропромиздат, 1986. — 160 с. — (Научно-популярная библиотека школьника). — 110 000 экз.
- Головкин Б. Н. О чем говорят названия растений. — Ташкент: Мехнат, 1988. — 168 с. — 50 000 экз. — ISBN 5-8244-0035-0.
- Головкин Б. Н. По дедовским рецептам: (русский народный опыт бытового использования растений). — М.: Агропромиздат, 1990. — 208 с. — (Научно-популярная литература). — 250 000 экз. — ISBN 5-10-001095-9.
- Головкин Б. Н. О чем говорят названия растений. — 2-е изд., перераб. и доп. — М.: Колос, 1992. — 192, [32] с. — 70 000 экз. — ISBN 5-10-002505-0.
- Головкин Б. Н. 1000 поразительных фактов из жизни растений. — М.: АСТ; Астрель, 2001. — 224 с. — 10 000 экз. — ISBN 5-17-010534-7, ISBN 5-271-03052-0.